# Amphibolus weglarskae
Amphibolus weglarskae is een soort in de taxonomische indeling van de beerdiertjes (Tardigrada).
Het diertje behoort tot het geslacht Amphibolus en behoort tot de familie Eohypsibiidae. De wetenschappelijke naam van de soort werd voor het eerst geldig gepubliceerd in 1972 door Dastych.